# Bergwerksee (Reichelsheim)
Der Bergwerksee ist ein künstlich geschaffener Braunkohletagebaurestsee südlich von Weckesheim in der Gemeinde Reichelsheim im Wetteraukreis in Hessen, Deutschland.

## Geographie
Der See liegt im Naherholungsgebiet Bergwerksee zwischen Weckesheim und Dorn-Assenheim westlich von Reichelsheim. Der ca. 30 ha große Tagebaurestsee ist durch den Abbau von Braunkohle entstanden und gehört zur Wetterauer Seenplatte.

## Fauna und Flora
Im See gibt es Erdkröten, Kamberkrebse und Körbchenmuscheln (Corbicula sp.).

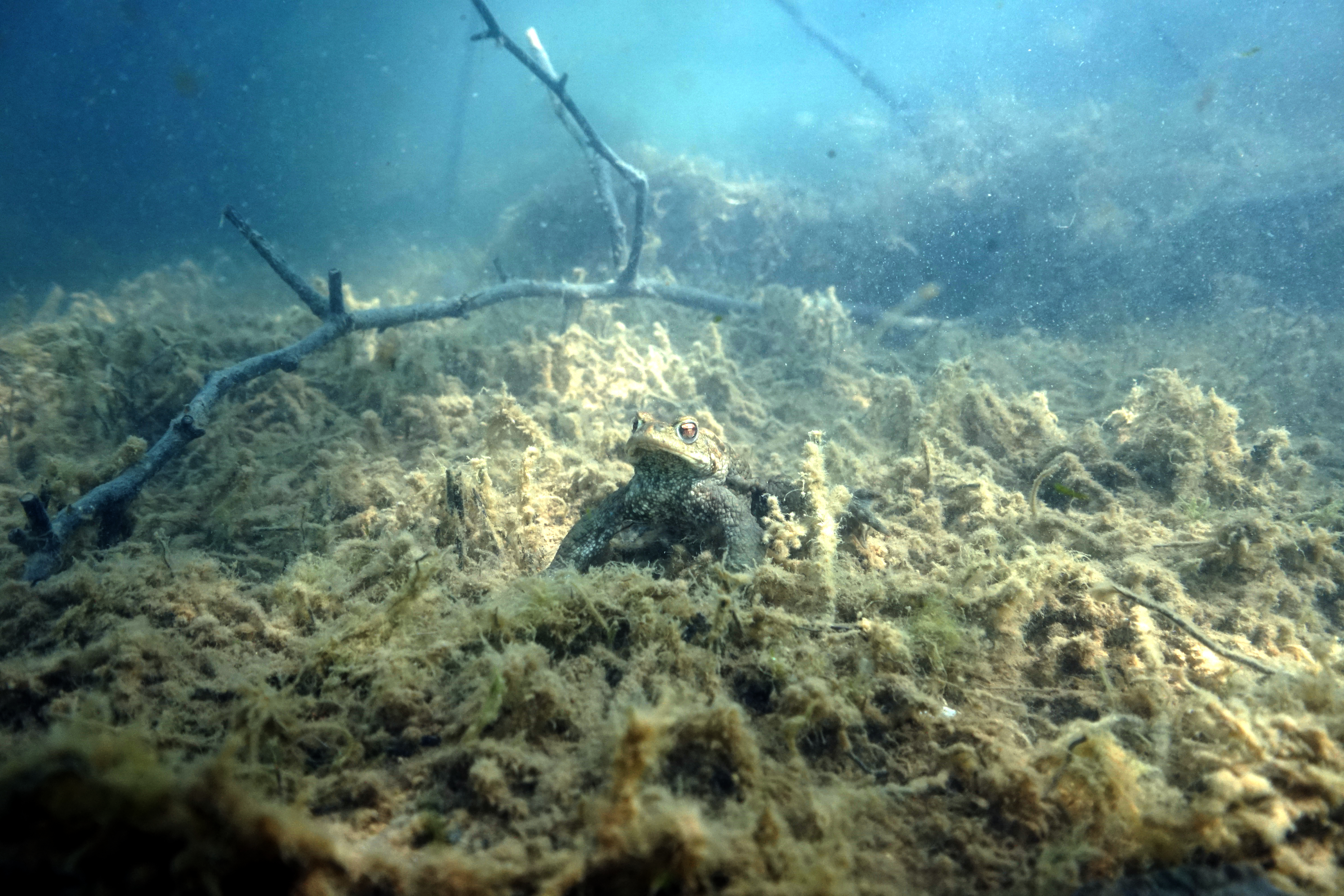
Erdkröte im Bergwerksee

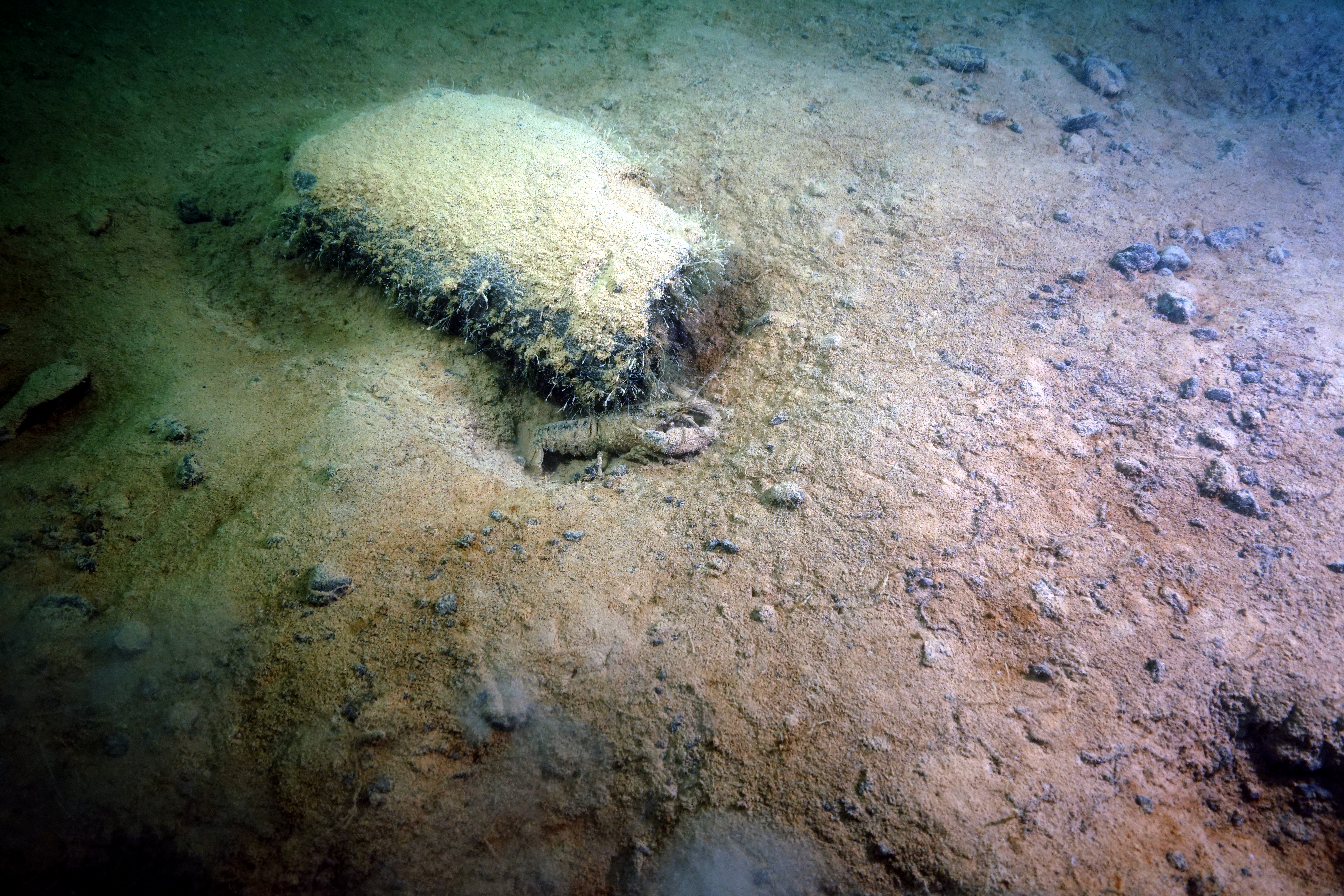
Kamberkrebs im Bergwerksee

Im See wachsen u. a. Spiegelndes Laichkraut, Krauses Laichkraut, Schmalblättrige Wasserpest, Hahnenfuß (Ranunculus sp.) und Armleuchteralgen (Nitella sp.).

### Freizeit und Tourismus
Der Bergwerksee ist Teil des gleichnamigen Naherholungsgebietes. Baden und Schwimmen ist verboten. Es steht eine Öffnung des Sees zur Nutzung durch etablierte Sportfischereivereine aus der Region und Naturschutztaucher im Raum (Stand: Februar 2022).